# Kujō Fusazane
Kujō Fusazane (九条 房実) (1290 - 1327), fils du régent Kujō Tadanori et fils adoptif de Kujō Moronori, est un noble de cour  japonais (kugyō) de l'époque de Kamakura (1185–1333). Il exerce la fonction de régent kampaku de 1323 à 1324. La fille de Nijō Kanemoto est une de ses femmes avec laquelle il adopte Kujō Michinori, fils de son père adoptif Moronori.

## Source de la traduction
- (en) Cet article est partiellement ou en totalité issu de l’article de Wikipédia en anglais intitulé « Kujō Fusazane » (voir la liste des auteurs).